# Vindonissa
Vindonissa era una ciutat de Rècia esmentada per Tàcit.
Era la seu de la Legió XXI Rapax, que es va traslladar a Rècia l'any 71. És l'actual ciutat Windisch al cantó suís d'Argòvia, a la unió entre els rius Aar, Reuss i Limmath. Va ser una ciutat romana important, i conserva restes romanes, entre elles un amfiteatre (Bärlisgrmlbe) i a la carretera entre Brauneckberg i Königsfelden les restes d'un aqüeducte. Al segle iii i IV les incursions de vàndals i alamans la van destruir. A la meitat del segle V els huns la van devastar. Des del segle v era la seu d'un bisbe més tard traslladat a Constança. Al segle vi el rei franc Khildebert II la va destruir un altre cop.
Proper a la ciutat hi ha l'antic monestir de Königsfelden, on hi ha enterrats alguns membres de la família dels Habsburg.